# Comet (motorsåg)

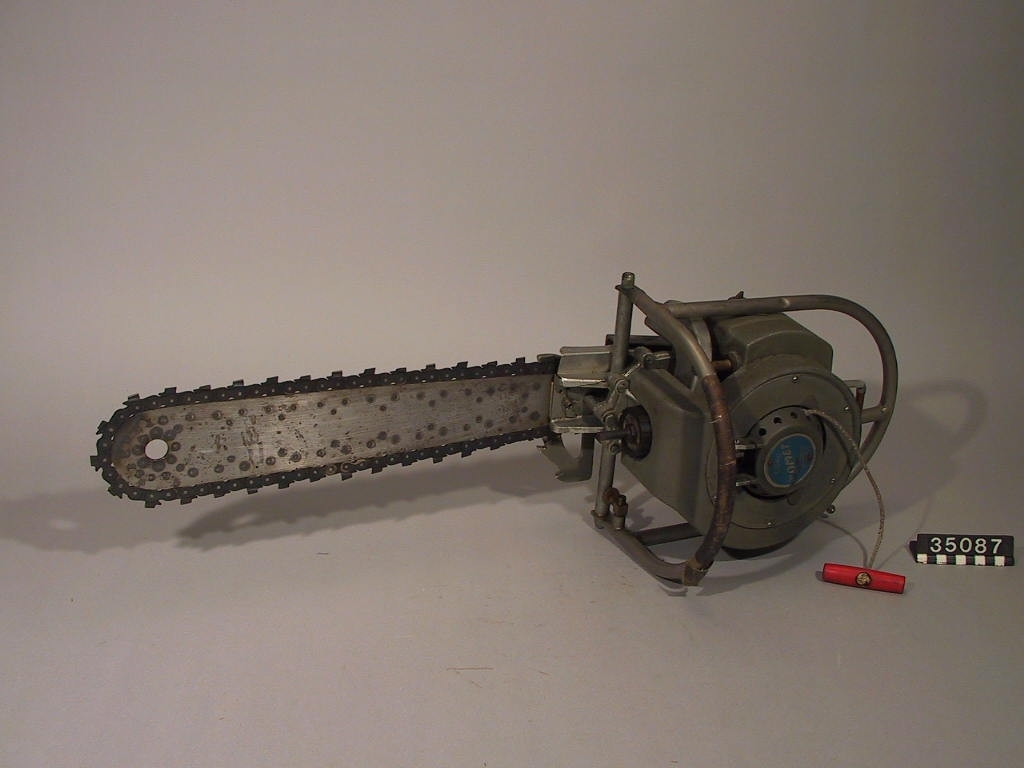
Comet med gråmålad kåpa ur Tekniska museets samlingar.

Comet är en motorsåg tillverkad av Como M&T Bjerke AB. Den utvecklades av Rasmus Wiig och presenterades 1949. Den utmärkte sig genom den för sin tid låga vikten på 8,5 kg. Motorn var inte en vanlig bensinmotor, utan liknar mer en tändkulemotor, med ett tändrör som värmdes upp med en inbyggd gasbrännare. När tändröret var varmt kunde motorn hållas igång av sin egen förbränningsvärme. Genom avsaknaden av elektriskt tändsystem blev sågen mindre känslig för fukt och väta.
Como M&T Bjerke AB licensillverkade motorsågen i Sverige 1950–1953. Modellen vidareutvecklades till motorsågen Raket tillsammans med Jonsereds fabriker. 